# Michael Gilbert
Michael Francis Gilbert (* 17. Juli 1912 in Billinghay, Lincolnshire, England; † 8. Februar 2006 in Luddesdown, Kent, England) war ein britischer Schriftsteller.

## Leben
Gilbert war lange Jahre Rechtsanwalt in London, einer seiner Klienten war Raymond Chandler. Seine Karriere als Schriftsteller begann er 1938 mit der Novelle Close Quarters (veröffentlicht erst 1947) und endete exakt 60 Jahre später mit Over and Out. Er schrieb jede Form von Mysterie und Thriller, erreichte jedoch nicht den internationalen Bekanntheitsgrad anderer Schriftsteller. 1955 wurde ihm für seinen Roman Death in Captivity der renommierte französische Literaturpreis Grand prix de littérature policière verliehen. 1990 wurde er für sein Lebenswerk mit dem Anthony Award ausgezeichnet.

## Werke (Auswahl)
Romane
- 1950: Smallbone Deceased

→ dt. Die stählerne Gruft. Scherz, Bern, München, Wien 1965
- 1951: Death Has Deep Roots

→ dt. Gericht über Victoria. Büchergilde Gutenberg, Zürich 1960
- 1952: Death in Captivity
- 1953: Fear to Tread

→ dt. Heiße Eisen. Scherz, Bern, München, Wien 1964
- 1959: Blood and Judgment

→ dt. Recht auf Abwegen. Scherz, Bern, München, Wien 1965
- 1966: The Crack in the Teacup

→ dt. Der Business-Mörder. Scherz, Bern, München, Wien 1967
- 1967: The Dust and the Heat

→ dt. Die Schakale. Scherz, Bern, München 1970
Drehbuch
- 1988: Office Party

→ dt. Office Party – Geiselnahme im Büro

## Verfilmungen
- 1956: Geheimer Krieg (Guilty?) nach dem Roman Death Has Deep Roots
- 1959: Verrat in Camp 127 (Danger within) nach dem Roman Death in Captivity
- 1960: London hält den Atem an (The Unstoppable Man) nach dem Roman Amateur in Violence
- 1963: Das tödliche Patent nach dem Theaterstück A Clean Kill

## Hörspiele (Auswahl)
- 1957: Der Mann, der nicht schlafen konnte (6 Teile) – Regie: Hans Rosenhauer (Hörspielbearbeitung, Kriminalhörspiel – NDR)
- 1959: Aus Studio 13: Schatzgräber – Regie: Paul Land (Kriminalhörspiel – SDR)
- 1967: Galgenfrist (6 Teile) – Regie: Heinz Wilhelm Schwarz (Original-Hörspiel, Kriminalhörspiel – WDR)
- 1967: Der Mann, der nicht schlafen konnte (6 Folgen) – Regie: Ferry Bauer (Hörspielbearbeitung, Kriminalhörspiel – ORF Oberösterreich)
- 1985: Aus Studio 13: Raus und rein – Regie: Klaus Mehrländer (Kriminalhörspiel – SDR)

Quellen: ARD-Hörspieldatenbank für die deutschen und OE1-Hörspieldatenbank für die österreichischen Produktionen